# Lee Min-hee
Lee Min-hee (4 de fevereiro de 1980) é uma handebolista sul-coreana. medalhista olímpica.
Lee Min-hee fez parte da geração medalha de bronze em Pequim 2008. 